# Exitus - Il passaggio
Exitus - Il passaggio è un film del 2019 diretto da Alessandro Bencivenga.

## Trama
Tratto da una storia vera. Nel 1539, un affermato pittore bergamasco, Simone Il Baschenis sta realizzando l'opera più importante della sua vita: l'affresco delle mura esterne della chiesa di San Vigilio di Pinzolo, nel principato di Trento.
Viene ispirato e contemporaneamente impaurito dalla lettura del diario di una giovane donna, vissuta due secoli prima non lontano da lì, che ha come il potere di trasportarlo all'interno della sua opera, una della più celebri danze della morte.